# Farmaci
 Denne artikel omhandler fremstilling af lægemidler. For andre betydninger af Farmaci, se Farmaci (flertydig). (Se også artikler, som begynder med Farmaci)
Farmaci (fra græsk: pharmakeía, "læren om fremstilling af lægemidler") betyder oprindeligt læren om fremstilling og tilberedning af lægemidler.
Farmaci er en sundheds- og naturvidenskab, hvis kerneaspekt er den tekniske formulering og fremstilling af lægemidler. Dette indebærer:
- Viden om, hvordan lægemiddelstoffer og hjælpestoffer skal behandles for at kunne sammensættes til at udgøre en bestemt lægemiddelform (som f.eks. tabletter, suppositorier eller øredråber).
- Viden om, hvordan man gennem formuleringen sikrer, at lægemiddelstoffet kommer til at virke efter hensigten.
- Viden om praktisk opbevaring og anvendelse af lægemidler.
- Viden om kvalitetssikringen af lægemiddelfremstilling, som sikrer lægemidlernes korrekte sammensætning, formulering og virkning.
- Viden om, hvilke metoder man bruger til udvikling af nye lægemidler.

Farmaci er endvidere navnet på farmaceutuddannelsen, der i Danmark foregår på Det Farmaceutiske Fakultet ved Københavns Universitet og på Det Naturvidenskabelige Fakultet ved Syddansk Universitet som fører til betegnelsen cand.pharm. (kandidat i farmaci).
Der undervises også i farmaci på den videregående uddannelse til farmakonom (lægemiddelkyndig).

## Eksterne kilder, links og henvisninger
- Danmarks Natur- og Lægevidenskabelige Bibliotek, definition af farmaci Arkiveret 10. juni 2007 hos  Wayback Machine
- Lægemiddelstyrelsen, definition af farmaci Arkiveret 27. september 2007 hos  Wayback Machine
- Farmacihistorie fra Loldrups Forlag Arkiveret 7. juni 2007 hos  Wayback Machine